# Motor Stelzer

Animación de un motor Stelzer

El motor Stelzer es un diseño de motor de pistón libre basado en un motor de dos tiempos de pistones opuestos propuesto por Frank Stelzer. Utiliza dos pistones unidos en un disposición de atracción y empuje que permite un menor número de piezas móviles y una fabricación simplificada. Un motor del mismo diseño apareció en la tapa de la revista Mechanix Illustrated de febrero de 1969.

## Funcionamiento
Se compone de dos cámaras de combustión y una cámara de precompresión central. El control del flujo de aire entre la cámara de precompresión y las cámaras de combustión está hecho por varillas de pistón escalonadas

## Aplicaciones
Las aplicaciones previstas para el motor incluyen alimentar:
- Un compresor de aire
- Una bomba hidráulica
- Un generador lineal

## Prototipos
Se exhibió un prototipo en Fráncfort en 1983 y Opel reportó interés en él. En 1982, el Gobierno de Irlanda acordó pagar la mitad del costo para construir una fábrica en el Aeropuerto Internacional de Shannon para fabricar dichos motores. Un prototipo de un automóvil con un motor Stelzer con transmisión eléctrica estuvo en exposición en un espectáculo de motores alemán en 1983.